# 圣伊莫热
圣伊莫热（法語：Saint-Imoges，法語發音：[sɛ̃.t‿imɔʒ]）是法国马恩省的一个市镇，属于埃佩尔奈区。

## 地理
圣伊莫热（49°6'36"N, 3°58'30"E）面积17.13 平方千米，位于法国大東部大區马恩省，该省份为法国东北部内陆省份，北起阿登省，西北接埃纳省，西南接塞纳-马恩省，南至奥布省，东南接上马恩省，东临默兹省。
与圣伊莫热接壤的市镇（或旧市镇、城区）包括：塞尔米耶、阿伊香槟、尚皮永、热尔迈讷、奥特维莱尔、米蒂尼、楠特伊拉福雷。

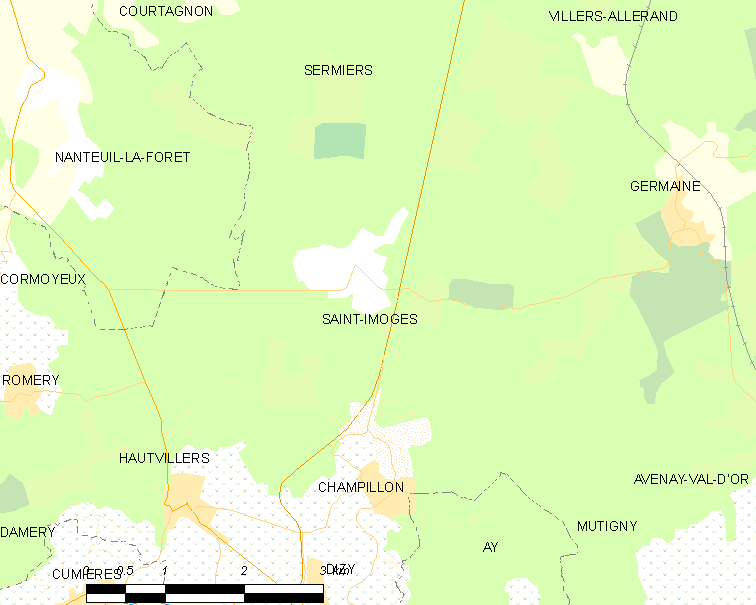
圣伊莫热的OSM定位图

圣伊莫热的时区为UTC+01:00、UTC+02:00（夏令时）。

## 行政
圣伊莫热的邮政编码为51160，INSEE市镇编码为51488。

## 政治
圣伊莫热所属的省级选区为埃佩尔奈第一县。

## 人口

1962-2008年间圣伊莫热人口变化图示

圣伊莫热于2022年1月1日时的人口数量为331人。